# 巨済潘氏
巨済潘氏（コジェバンし、朝鮮語: 거제반씨）は、朝鮮の氏族の一つ。本貫は慶尚南道巨済市である。2015年の調査では、5,183人である（他に同系列の岐城潘氏は7,631人）。

## 起源
潘氏の祖は、周文王の息子であり、武王の弟で、武王時代の殷征伐後に畢公に封じらた姫高である。成王、康王まで三代を補佐し、太史となり、姫高の息子が潘の地に封じられ、子孫は潘氏を名乗った。潘氏は、春秋時代の後儒学者と宰相を多く輩出した。

## 歴史
始祖潘阜は南宋理宗時代に文科首席合格し翰林学士を経て吏部尚書を務めた。潘阜は、元征伐を懇願したが、賈似道が彼を嫌って元に密かに使節に送り殺害するよう仕向けた。元世祖潘阜の才を惜しみ、臣下にしようとしたが、潘阜は拒否した。その頃後の忠烈王が人質として、元におり、彼を高く評価し家臣の金方慶に高麗で連れ行くよう頼んだ。そして、彼は後に忠烈王に降嫁された荘穆王后の師父として高麗にやって来た。元宗と忠烈王時代に政堂文学を務め、また、金方慶に従い、元寇にも参戦した。侍中、岐城府院君に封ぜられた。岐城は、巨済の旧名である。潘阜は65歳に官職を辞職し、巨済に下り精舍を建て余生を終えた。始祖潘阜の墓地は、慶尚南道巨済市国土にある。
2世の次男潘有抗は礼部尚書、3歳潘永源は忠粛王時代に密直上書を務めた。
4世孫潘益淳は禑王時代に門下評理右侍中を務めて忠襄公に棒した。潘益淳の息子潘福海は王門下賛成事となり、推忠亮節翊戴佐命輔理功臣の号を受けた。
6世孫潘自建が裴克廉の婿として高麗末・朝鮮初めに吏曹判書・礼曹判書・左賛成などを歴任し、永平君に封ぜられた。
9世孫潘佑亨は1474年文科に合格して、大司憲を務め、中宗反正に参加し、靖国功臣として岐城君に封ぜられた。

## 分派
7代目から分派が開始された。長男潘濬が郡守を務め、巨済派祖となり、潘濡は察訪を務め醴泉派祖、吏曹参議に贈職された潘珽が淸道派祖となった。
- 光州潘氏の始祖潘忠は潘阜の7世孫である。朝鮮の開国功臣として海陽君光州伯に封じられ、光州潘氏を興した。潘忠の子潘碩枰が中宗条漢城府判尹、工曹判書、刑曹判書を務めた。潘碩枰の16世孫が国連事務総長潘基文である。2015年の人口は10,254人[1]。

- 南平潘氏の始祖潘有賢は潘阜の8世孫であり、1369年に文科に合格した。5世孫潘琛は珍島郡守を過ごし南平邑に住んだ。彼のひ孫潘尚周以降に全羅南道長城郡に代々居住した。2015年の人口は3,053人である[1]。

## 行列字
| ○世孫  | 32       | 33       | 34       | 35       | 36       | 37       | 38       | 39       | 40       | 41       | 42       | 43       | 44       | 45       | 46       | 47       |
| ------ | -------- | -------- | -------- | -------- | -------- | -------- | -------- | -------- | -------- | -------- | -------- | -------- | -------- | -------- | -------- | -------- |
| 行列字 | 렬（烈） | 재（載） | 석（錫） | 문（汶） | 휴（休） | 형（炯） | 배（培） | 금（錦） | 순（淳） | 수（秀） | 영（榮） | 규（奎） | 용（鎔） | 원（沅） | 권（權） | 호（昊） |

## 集姓村
- 忠清北道陰城郡遠南面甫川里[4]

## 人物
- 潘益淳：高麗で門下評理、右侍中を務めた。
- 潘福海：潘益淳の息子。推忠亮節翊戴佐命輔理功臣に録勲された。
- 潘悌老：9世孫。1417年式年試文科に同進士に合格して司憲府監察を務めた。
- 潘佑亨：中宗反正に参加し、靖国功臣として、岐城君に封ぜられた。
- 潘夏慶：抗日運動家
- 潘基文：国連事務総長（光州潘氏）

## 過去及第者
巨済潘氏と光州潘氏は、朝鮮時代の文科及第者5人、武科及第者5人を輩出した。
文科
潘悌老　潘佑亨　潘碩枰　潘潤沂　潘尹衛
武科
潘景福　潘觀海　潘達海　潘渾　潘夢説
生員試
潘佑啓　潘仁後　潘潤沂
進士試
潘榮　潘佑亨　潘洪　潘啓榮

## 人口
- 2000年10,063人
- 2015年岐城潘氏7,631名+巨済潘氏5,183人= 12,814人